# Communauté de communes de la Confluence
La communauté de communes de la Confluence est une ancienne communauté de communes française, située dans le département d'Indre-et-Loire et la région Centre-Val de Loire.

## Géographie

### Composition
Elle était composée des communes suivantes :
| Code Insee | Commune     | Superficie |
| ---------- | ----------- | ---------- |
| 37018      | Ballan-Miré | 26,16 km²  |
| 37025      | Berthenay   | 7,24 km²   |
| 37099      | Druye       | 22,87 km²  |
| 37243      | Savonnières | 16,46 km²  |
| 37272      | Villandry   | 17,8 km²   |

(recensement de 2007 populations municipales). Source INSEE

## Historique
- 1er décembre 2000 : création de la communauté de communes
- 16 mars 2009 : dissolution de la communauté de communes, elles rejoindront Tours Plus dès 2010.

## Politique communautaire

### Représentation

#### Présidents de la communauté de communes
| Période | Période | Identité      | Étiquette | Qualité |
| ------- | ------- | ------------- | --------- | ------- |
| 2000    | ...     |               |           |         |
| ...     | 2009    | Michel Lezeau | UMP       |         |

### Compétences
- Aménagement de l'espace communautaire
- Développement économique
- Création ou aménagement et entretien de la voirie d'intérêt communautaire
- Élimination et valorisation des déchets ménagers et assimilés
- Actions en faveur des jeunes
- Construction, entretien et gestion d'équipements culturels, sportifs, de loisirs et autres
- Développement et soutien à la vie culturelle et sportive
- Gens du voyage
- Construction et gestion de la gendarmerie

### Identité visuelle
|  | Logo de la Communauté de Communes |

## Sources
- Le splaf - (Site sur la Population et les Limites Administratives de la France)
- La base aspic - (Accès des Services Publics aux Informations sur les Collectivités)